# Бронзові скульптури Ротшильдів
Бронзові скульптури Ро́тшильдів (англ. Rothschild Bronzes), також відомі як Бронзові скульптури Мікеланджело (англ. Michelangelo Bronzes) — це пара бронзових статуеток XVI століття, кожна з яких зображує оголену чоловічу фігуру верхи на міфічній тварині, яку зазвичай ідентифікують як пантеру. Віддзеркалюючи один одного в позі, оголені чоловіки відрізняються за віком, один молодий, інший старший і бородатий. Ріст молодшого — 76,6 см, інший майже 90 см заввишки. Скульптури не підписані, а фігури та пантери були відлиті окремо. З лютого по серпень 2015 року бронзові вироби представили публіці в Музеї Фіцвільяма Кембриджського університету з приписуванням авторства Мікеланджело. Якщо атрибуція правильна, то Мікеланджело виготовив їх приблизно в 1506—1508 роках, до розпису стелі Сікстинської капели, але після мармурової статуї «Давида». І ці скульптури можуть бути єдиними бронзовими роботами Мікеланджело, які збереглися.

## Походження та атрибуція
Бронзові скульптури були виставлені на Паризькій Всесвітній виставці 1878 року як роботи Мікеланджело, хоча вже в той час це приписування оскаржувалося. Роботи були придбані 1877 року у Венеції бароном Адольфом де Ротшильдом і Джулією де Ротшильд.
Коли спадкоємець Ротшильдів Моріс де Ротшильд помер у 1957 році, скульптури придбав французький приватний колекціонер. Протягом багатьох років скульптури приписувалися іншим митцям, зокрема Тіціано Аспетті, Якопо Сансовіно та Бенвенуто Челліні, або авторам з їхніх кіл.
У 2002 році скульптури знову продали на аукціоні Сотбі в Лондоні британському колекціонеру за 1,8 мільйона фунтів стерлінгів з авторством «флорентійський митець середини XVI століття з кола Бенвенуто Челліні». У 2003 році новий власник позичив їх для виставки «Віллем ван Тетрод» (нід. Willem van Tetrode; бл. 1525—1580) для музею «Колекція Фріка» (Нью-Йорк) із вказівкою авторства цього голландського скульптора. У 2012 році вони були виставлені на виставці «Бронза» (англ. Bronze), що проходила в Королівській академії мистецтв, як римські скульптури середини XVI століття.

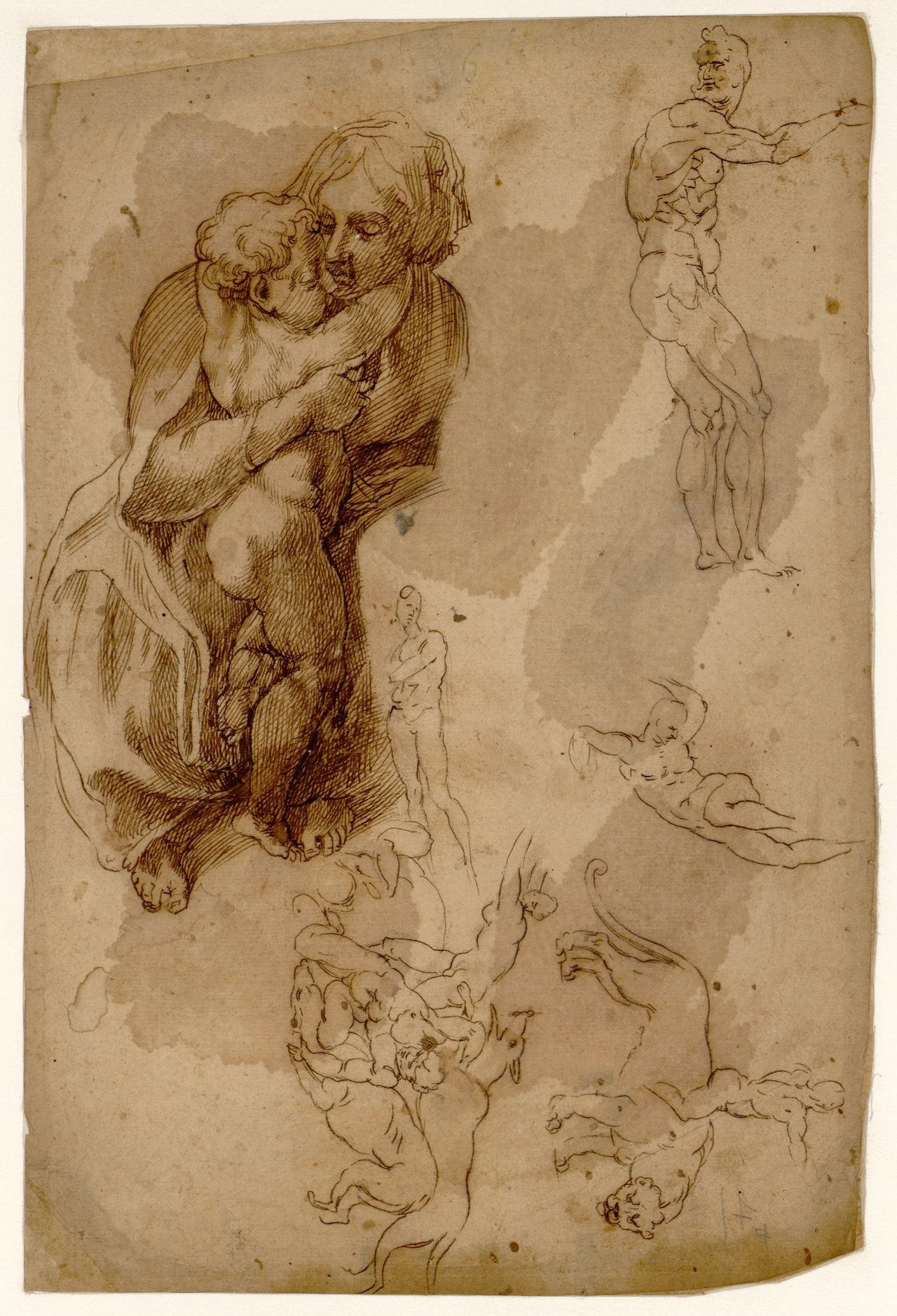
Невідомий автор. Ескізи Мадонни з дитям, фігури на пантері (?), бл. 1508 року

Поль Джоаннідіс, британський дослідник малюнків Мікеланджело, побачив бронзові вироби у 2002 році й був вражений наскільки близькі вони по стилю до Мікеланджело. Знову побачивши скульптури 2012 року, Джоаннідіс вирішив, що є зв'язок скульптур із малюнком юнака верхи на левоподібній тварині в музеї Фабра в Монпельє, правдоподібної копії втраченої роботи Мікеланджело. Це призвело до демонстрації бронзових виробів у музеї Фіцвільяма в 2015 році та супровідної публікації Вікторії Ейвері (англ. Victoria Avery) та Пола Джоаннідеса, які стверджували, що бронзові скульптури справді належали Мікеланджело. Атрибуція ґрунтувалася на трьох аспектах: по-перше, зв'язок бронзових статуй із малюнком у Монпельє, по-друге, на їхній зовнішній схожості з іншими роботами Мікеланджело, і, по-третє, на нейтронному скануванні, проведеному в Швейцарії, яке дало зможу датувати бронзові вироби першим десятиліттям XVI століття. Імовірність того, що вони могли бути створені рукою Мікеланджело, схвилювала експертів, особливо враховуючи, що відомо, що жодних бронзових статуй Мікеланджело не збереглося. Показ бронзових виробів у Музеї Фіцвільяма збігся з симпозіумом щодо бронзових статуй, який відбувся в Кембриджському університеті в липні 2015 року. Френк Зьолнер у «Die Welt» висловив незгоду, а Давид Ексерджян (англ. David Ekserdjian) поставився до цієї атрибуції з обачністю.

## Перевірка Фіцвільямом
У листопаді 2018 року музей Фіцвільяма оголосив про завершення перевірки авторства Мікеланджело на ці бронзові скульптури. Це викликало значну реакцію ЗМІ, які зосереджувалися на анатомічній подібності між бронзою та роботами Мікеланджело. Оголошення збіглося з публікацією вичерпного тому про роботу Мікеланджело як скульптора з бронзи та бронзових виробів Ротшильдів зокрема, під редакцією Вікторії Ейвері та зібравши багато доповідей, представлених на симпозіумі 2015 року. Публікація Ейвері прийняла приписування Мікеланджело як тепер доведене, викликавши критичну реакцію Ніколаса Пенні в «The Burlington Magazine», який вважав, що вершники та пантери — це роботи, створені незалежно один від одного, і жодна з них не походить від моделей Мікеланджело. Більш нейтральну позицію в питанні атрибуції зайняв Даніель Ґодфрі (англ. Daniel Godfrey) в «The Art Newspaper».

## Подальші атрибутування
У 2019 році Джон Веддер Едвардс (англ. John Vedder Edwards) зазначив, що композиція бронзових скульптур Ротшильдів є у «відкритому профілі» (англ. open profile) з повністю витягнутими руками. Це, стверджує Едвардс, прямо суперечить принципу Мікеланджело щодо організації своїх скульптурних фігур у класичному «закритому профілі» (англ. closed profile) з руками й ногами, щільно притиснутими до тіла. Едвардс стверджує, що Мікеланджело взяв близько до серця вказівку скульптора раннього Відродження Донателло про те, що «скульптура повинна бути здатною котитися з пагорба і ніщо не відламається». Наявність «відкритого профілю», як стверджує Едвардс, є вирішальною ознакою того, що робота належить митцеві, відмінному від Мікеланджело. Едвардс припускає, що цілком можливо, що Мікеланджело міг допомагав Санґалло з моделюванням торсів оригінальних воскових або глиняних фігур, однак немає жодних доказів цього. Слід, однак, мати на увазі, що «закритий профіль» був результатом того, що Мікеланджело створював кожну свою мармурову скульптуру з окремих блоків, розкопками, попереднім тесанням і транспортуванням яких він здебільшого керував. У сонеті для Вітторії Колонни, написаному приблизно в 1538—1541 (або 1538—1544) роках, Мікеланджело писав: «У найбільшого митця немає жодної концепції, яку б не містив у своєму надлишку окремий шматок мармуру». Міцність бронзової скульптури на розрив, отримана від відлитої моделі, дозволила створити композиції, неможливі або складні в мармурі, наприклад, підняті руки вершників на пантерах, і це майже напевно засвідчено в піднятій руці статуї папи «Юлія II» Мікеланджело в бронзі, зробленої у 1508 році, але знищеної вже через кілька років. У 2020 році Майкл Ріддік (англ. Michael Riddick) стверджував, що бронзові скульптури Ротшильдів, швидше за все, є роботою Франческо да Санґало, протеже Мікеланджело та сина Джуліяно да Санґало, який був наставником Мікеланджело в архітектурі.